# Великолінинська сільська рада
Великолінинська сільська рада — орган місцевого самоврядування у Старосамбірському районі Львівської області. Адміністративний центр — село Велика Лінина.

## Загальні відомості
Великолінинська сільська рада утворена в 1939 році. Водоймища на території, підпорядкованій даній раді: річка Лінинка.

## Населені пункти
Сільській раді підпорядковані населені пункти:
- с. Велика Лінина
- с. Лаврів

## Склад ради
Рада складається з 16 депутатів та голови.

### Керівний склад попередніх скликань
| ПІБ                       | Основні відомості                                                             | Дата обрання | Дата звільнення |
| ------------------------- | ----------------------------------------------------------------------------- | ------------ | --------------- |
| Нискогуз Василь Романович | Сільський голова, 1956 року народження, безпартійний                          | 26.03.2006   | 31.10.2010      |
| Нискогуз Василь Романович | Сільський голова, 1956 року народження, освіта середня загальна, позапартійна | 31.10.2010   |                 |

Примітка: таблиця складена за даними джерела